# Mario Barilko
Mario Barilko (Colonia del Sacramento, 19 novembre 1970) è un ex calciatore uruguaiano, di ruolo centrocampista.